# Roselle (Illinois)
Roselle é uma aldeia localizada no estado americano de Illinois, no Condado de Cook e Condado de DuPage.

## Demografia
Segundo o censo americano de 2000, a sua população era de 23.115 habitantes.
Em 2006, foi estimada uma população de 23.174, um aumento de 59 (0.3%).

## Geografia
De acordo com o United States Census Bureau tem uma área de 13,9 km², dos quais 13,9 km² cobertos por terra e 0,0 km² cobertos por água.

## Localidades na vizinhança
O diagrama seguinte representa as localidades num raio de 8 km ao redor de Roselle.